# Žuvintas
Il lago Žuvintas (in lituano Žuvinto ežeras) è un lago della Lituania situato nei pressi della città di Simnas, nella contea di Alytus.

## Descrizione
Lo Žuvintas, che si estende per 9,41 km², è poco profondo, in media 0,67 m. Il lago è particolarmente ricco di vegetazione (Typha, Phragmites, Nuphar, Potamogeton, Nymphaea e altre), a parte la zona sud-orientale a causa della maggiore profondità (fino ad un massimo di 2,5 m).
Il lago è anche ricco di fauna: ci sono 77 specie di zooplancton, oltre 1000 di invertebrati e 18 di pesci (tra cui il luccio, l'abramide, la scardola, il rutilo, la blicca, il persico e il carassio). Molte specie di uccelli si riproducono nei pressi del lago e molti uccelli migratori sostano nella zona nei loro spostamenti.
D'inverno il lago ghiaccia e talvolta lo strato di ghiaccio raggiunge il fondo.
Lungo la sponda sud-orientale del lago sorgono gli insediamenti di Aleknonys, Grinkiškiai e Žuvintai.

## Tutela ambientale
Già nel 1928 il lago Žuvintas è stato interdetto alla caccia di uccelli acquatici. Nel 1937 è stato introdotto il primo regime di riserva in Lituania, esteso al lago e alla palude adiacente.
Dal 1993 la riserva naturale di Žuvintas è stata inserita nella lista delle zone umide di importanza internazionale stabilite dalla Convenzione di Ramsar.
Dal 2002 il lago e le zone umide circostanti sono state dichiarate Riserva della biosfera dal governo lituano, mentre nel 2011 la stessa zona protetta ha ricevuto la qualifica di riserva della biosfera dell'UNESCO.
La riserva ha inoltre la designazione di Important Bird and Biodiversity Area (IBA) dal 2004 dell'organizzazione BirdLife International, di sito di interesse comunitario (SIC) dal 2004 e di zona speciale di conservazione (ZSC) dal 2009 nell'ambito del programma Natura 2000 dell'Unione europea.